# 산 루이지 데이 프란체시 성당

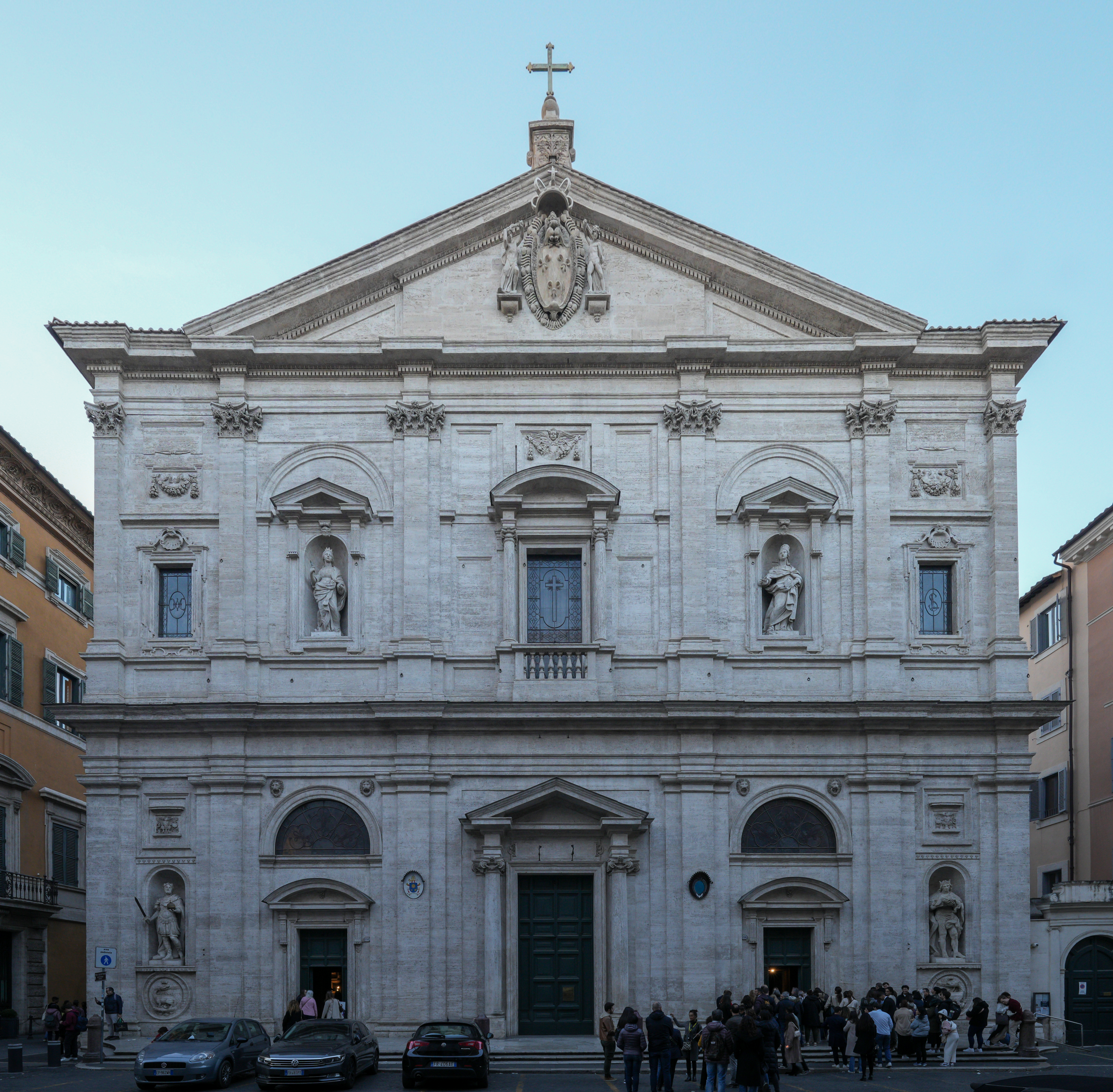
산 루이지 데이 프란체시 성당

산 루이지 데이 프란체시 성당(이탈리아어: San Luigi dei Francesi, 프랑스어: Saint Louis des Français, 라틴어: S. Ludovici Francorum de Urbe)은 이탈리아 로마 피아차 나보나 인근에 위치한 가톨릭 성당으로, 프랑스의 수호성인인 성모 마리아, 아레오파고의 디오니시우스, 프랑스 국왕 루이 9세에게 봉헌된 성당이다.

## 역사
사라센족이 898년에 파르파 수도원을 불태우자, 피난민 일부가 로마로 이주하였다. 수도원장 라트프레두스(재위 934–936)가 파르파 수도원을 재건한 이후에도 몇몇 수도사들은 계속 로마에 머물렀다. 10세기 말경, 파르파 수도원은 로마 내 교회, 가옥, 풍차, 포도밭 등을 소유하고 있었다. 신성로마황제 오토 3세가 998년에 발표한 칙령은 다음 세 교회의 재산 소유를 확인한다.
1480년, 수도원이 이 재산을 메디치 가문에 양도함에 따라 산타 마리아 교회는 성 루이 드 프랑스 성당으로 변모하였다. 줄리오 디 줄리아노 데 메디치 추기경은 프랑스 공동체를 위한 성당 건축을 장 샤느비에르에게 의뢰하였으며, 샤느비에르의 초기 설계는 중심부에 팔각형 구조를 두는 것이었다. 그러나 1527년 로마가 약탈당하면서 건축이 중단되었고, 이후 도메니코 폰타나와 자코모 델라 포르타가 완전히 다른 디자인으로 성당을 완공하며 정면 설계도 맡았다. 성당은 1589년 10월 8일, 교황청의 프랑스 후견인이었던 프랑수아 드 주아위즈 추기경에 의해 축성되었다. 내부는 1749년부터 1756년 사이 앙투안 데리제에 의해 복원되었다.
로마와 로레토에는 프랑스의 다섯 개 성당과 아파트 건물을 관리하는 재단인 '피우 에타블리스망 드 라 프랑스 아 로마 에 아 로레트(Pieux Établissements de la France à Rome et à Lorette)'가 있으며, 재단은 교황청 주재 프랑스 대사가 지명한 행정 대표의 감독 하에 운영된다.

## 외부
자코모 델라 포르타는 성당의 본체 구조와는 완전히 독립된 장식적 요소로서 정면(façade)을 설계하였으며, 이는 이후 여러 건축에서 널리 모방된 방식이다. 정면에는 프랑스의 역사적 인물을 기리는 여러 조각상이 설치되어 있어 프랑스적 성격을 분명히 드러낸다. 그 인물로는 샤를마뉴, 성 루이, 성 클로틸드, 성 잔 드 발루아 등이 있다. 내부에는 샤를-조제프 나투아르가 제작한 프레스코화가 있으며, 성 루이 9세, 성 디오니시우스, 클로비스에 관한 이야기를 담고 있다.

## 역대 추기경
교황 바오로 6세는 1967년 6월 7일 산 루이지 데이 프란체시 성당을 추기경급 명의 본당으로 지정하였다. 이 성당의 명의 추기경은 지금까지 모두 파리 대교구장들이 맡아왔다.
- 피에르 뵈유요 (1967년 6월 29일 – 1968년 2월 14일)
- 프랑수아 마르티 (1969년 4월 30일 – 1994년 2월 16일)
- 장마리 뤼스티제 (1994년 11월 26일 – 2007년 8월 5일)
- 앙드레 뱅트루아 (2007년 11월 24일 – 2025년 7월 18일)